# شماره کارت پرداخت
شماره حساب اصلی، شماره کارت پرداخت یا به عبارت کوتاه‌تر شماره کارت، شناسه کارت‌های پرداخت (نقدی یا اعتباری) است. شماره کارت مشخص‌کننده کارت است و مستقیماً شماره حساب(های) مرتبط به کارت را مشخص نمی‌کند. پیشوند شماره کارت، تعیین‌کننده صادرکننده کارت است.
شماره کارت با کد مرتبط با کد شناسه کسب و کار متفاوت است.

## ساختار
شماره کارت یک عدد ۱۶ رقمی می‌باشد که برای سهولت در خواندن و بخاطر سپاری، به صورت چهار مجموعه چهار رقمی بر روی کارت درج می‌گردد.
اجزای تشکیل دهنده شماره کارت، برای مثال، در بانک‌های ایران به شرح زیر می‌باشد:
| رقم کنترل | شماره سریال کارت | کد محصول | شماره شناسایی بانک |
| --------- | ---------------- | -------- | ------------------ |
| 8         | 7866881          | 89       | 610433             |

- شش رقم اول (۶۱۰۴۳۳) معرف شماره شناسایی بانک یا (BIN Bank Identification Number) می‌باشد . (در این مثال، ۶۱۰۴۳۳ نشان دهنده این است که کارت متعلق به بانک ملت است).
- دو رقم بعدی (۸۹) معرف کد محصول می‌باشد. انواع مختلف کارت‌های بانکی از قبیل کارت بدهکار، کارت پیش پرداخت (بن کارت، کارت هدیه و …)، کارت اعتباری و … دارای کد محصول مجزا می‌باشند.
- هفت رقمی بعدی (۷۸۶۶۸۸۱) معرف شماره سریال کارت می‌باشد.
- رقم آخر (۸) رقم کنترلی (Check Digit) می‌باشد. این مقدار با استفاده از الگوریتم لان محاسبه می‌گردد.